# L'Affaire Dreyfus
L'Affaire Dreyfus is een Franse stomme film uit 1899. De film werd geregisseerd door Georges Méliès. De gehele film bestaat uit een serie van 11 kortfilms die gescheiden verkocht werden, een normale zaak in de vroege jaren van de cinema.

## Verhaal
De film handelt over de Dreyfusaffaire, een juridisch schandaal dat begon in 1894 en rond 1900 grote gevolgen had in de Franse politiek. Het draaide om de onterechte veroordeling van de joods-Franse officier Alfred Dreyfus (1859-1935). Dreyfus werd er valselijk van beschuldigd een spion voor Duitsland te zijn.
De film werd uiteindelijk verboden in Frankrijk in 1899 omdat tijdens de vertoning aanhangers en tegenstanders van Dreyfus met elkaar op de vuist gingen.